# Der Herr der Ringe: Die Schlacht um Mittelerde 2
Der Herr der Ringe: Die Schlacht um Mittelerde 2 ist ein Echtzeit-Strategiespiel von EA Los Angeles im Mittelerde-Universum des Autors J. R. R. Tolkien und der Nachfolger zu Die Schlacht um Mittelerde (2004). Das Spiel wurde am 2. März 2006 für Windows und am 5. Juli 2006 für Xbox 360 veröffentlicht. Im November 2006 erschien die Erweiterung Aufstieg des Hexenkönigs.
Das Spiel konzentriert sich auf den Krieg im Norden von Mittelerde, wobei die Handlung Abweichungen von Tolkiens Werken für das Gameplay aufweist. Der Spieler folgt den Ereignissen in einer Guten und einer Bösen Kampagne, in denen verschiedene Fraktionen wie Elben, Zwerge, Goblins und Saurons Streitkräfte gegeneinander antreten. In der Erweiterung befehligt der Spieler das Heer von Angmar von seiner Gründung und den frühen Angriffen gegen Arnor bis zur Zerstörung von Arnor in der Schlacht von Fornost. In einem Epilog marschieren die vom Spieler geführten Streitkräfte von Gondor und den Elben in Vergeltung für die Zerstörung von Arnor in Angmar ein.
Das Spiel und die Erweiterung wurden von Kritikern positiv aufgenommen. Die Adaption der Fantasy-Vorlage als Echtzeitstrategiespiel sei gelungen umgesetzt und böte sowohl für Tolkien-Fans, als auch Strategiespieler interessante Aspekte. Schlacht um Mittelerde 2 gilt bis heute als eine der besten Computerspieladaptionen der fantastischen Welt des britischen Autors. Die letzten offiziell betriebenen Spielserver wurden 2011 abgeschaltet.

## Handlung
Die Handlung der Einzelspieler-Kampagnen findet während des Ringkrieges in Mittelerde statt und ist zeitlich in den Kontext der Filme eingebettet, weicht aber von der Handlung und den Schauplätzen der Filme ab. Die Schlacht um Mittelerde findet diesmal anders als im Vorgänger vor allem im Nordteil von Mittelerde statt. Die Geschichte hebt einige der weniger bekannten Tatsachen des Buches hervor. Weil das Unternehmen EA eine Lizenz vom Tolkien-Unternehmen sowie für die Filme hatte, verwendeten sie als Schwerpunkt für den zweiten Teil der Spielreihe die Schlachten im Norden, die nur kurz in der Special Extended Edition des Films angedeutet werden und in den Anhängen der Romane vermerkt sind. Primär ist, dass der gesamte Ringkrieg nicht nur in Rohan und Gondor geschlagen wurde. Es gibt zwei spielbare Kampagnen, eine für die gute und eine für die böse Seite. Auf der guten Seite steuert der Spieler die beiden neuen Völker der Elben und Zwerge, während er auf der bösen Seite die Armeen der Orks sowie Mordors befehligt.
Die Handlung der ersten Kampagne beginnt in Bruchtal. Die Orks vom Nebelgebirge werden aufgestellt, um anzugreifen, während die Gemeinschaft des Ringes nach Süden reist. In der bösen Kampagne wird eine alternative Geschichte erzählt, die mit der Belagerung von Lórien durch die Orks und Ringgeister beginnt.

## Spielprinzip
Das Spielprinzip ist das gleiche geblieben, jedoch gibt es einige Neuerungen. Die Anzahl der spielbaren Völker hat sich auf sechs (sieben unter Hinzuzählung des Add-ons Der Aufstieg des Hexenkönigs) erhöht. Neu dazu gekommen sind die Elben, die Zwerge und die wilden Orks; dazu haben sich Rohan und Gondor zu einer Fraktion, den Menschen des Westens, zusammengetan.
Jedes dieser Völker hat seinen eigenen Stil. Die Zwerge setzen beispielsweise auf prunkvolle Festungen, schlagkräftige Nahkampfeinheiten und besonders zerstörerische Katapulte. Das genaue Gegenteil dazu bilden die wilden Orks. Sie setzen auf schnelle und kostengünstige Einheiten, mit denen sie schnell in die Offensive gehen können, um den Gegner zu schwächen, bis sie mit ihren starken Soldaten und Helden nachrücken können. Eine weitere Neuerung im Spiel ist die „Eigene Helden“-Funktion. So kann man neben 38 vorgefertigten einen eigenen Helden aus den Kategorien Mensch, Elb, Zauberer, Zwerg, Ork, Uruk-hai, Ostling, Haradrim und Troll erschaffen. Die wesentlichste Neuerung hat sich im Basisaufbau getan. Anders als im Vorgänger ist man nicht mehr an vorgegebene Bauplätze gebunden, sondern kann seine Gebäude nun an taktisch wichtigen Orten von einem Baumeister errichten lassen.
Auch bei den Spielmodi hat sich einiges getan. Im „Ringkrieg“-Spielmodus geht es darum, Mittelerde in rundenstrategischen Kämpfen zu unterwerfen. Hierzu bespielt man die ganze Karte Mittelerdes, die in verschiedene Bereiche, z. B. Ithilien, die Totensümpfe oder die Eisenberge unterteilt ist. Der standardisierte „Echtzeit“-Spielmodus lässt sich mit diesem Spielmodus verbinden. Kommt es zum Zusammentreffen zweier Parteien auf einem Gebiet, können die Kämpfe um jenes Gebiet entweder automatisch berechnet oder in Echtzeit gespielt werden. Der Gewinner dieser Runde kann das Gebiet dann besetzen und die dortigen Bauplätze nutzen. Eine zweite Neuerung bildet der gegenüber dem ersten Teil verbesserte Mehrspielermodus. Ist die Spielfunktion „Der eine Ring“ aktiviert, versteckt sich Gollum mit seinem Ring auf der Karte. Wird der Ring geborgen, kann man Galadriel auf der guten Seite oder Sauron auf der bösen Seite beschwören. Diese beiden Helden gelten als die stärksten Einheiten des Spiels und können eine Schlacht in den meisten Fällen für sich entscheiden.

## Aufstieg des Hexenkönigs
Aufstieg des Hexenkönigs (engl. Rise of the Witch-king, kurz: ROTWK) ist ein Add-on zu Die Schlacht um Mittelerde 2, das am 28. November 2006 weltweit veröffentlicht wurde, im Gegensatz zum Hauptprogramm jedoch nur für Windows. Inhaltlich spielt das Add-on vor dem Ringkrieg, einige Jahre nach dem Verlust des Einen Rings durch Isildur. Es bildet somit eine Überleitung zum Herr-der-Ringe-Epos. Der Hexenkönig startet einen Vernichtungsfeldzug gegen Arnor, das im Norden gelegene Königreich der Menschen. In der Einzelspieler-Kampagne hilft der Spieler zunächst dem Hexenkönig, sein eigenes Reich Angmar zu gründen und anschließend Arnor zu vernichten, bevor er im Epilog dem Erzähler und Helden Glorfindel hilft, zusammen mit Elrond und König Earnur von Gondor dieses Reich wieder zu zerschlagen, ohne jedoch den Hexenkönig zu vernichten.
Das Add-on bietet neue Helden und Einheiten, die weder in den Filmen noch in den Büchern erscheinen, sowie die neue Fraktion Angmar, die in den Spielmodi „Ringkrieg“ und „Gefecht“ auswählbar ist. Diese Fraktion befehligt Armeen bestehend aus Zuchtmeistern, Hügelmenschen, Wolfsreitern, Gundabad-Orks, Schwarzen Númenorern, Hügel- und Schneetrollen sowie Hexenmeistern. Die neuen Helden sind der Hexenkönig von Angmar, sein Handlanger Morgomir, der Grabunhold Karsh „der Flüsterer“, der als „Troll des Nordens“ bekannte Rogash sowie der Hügelthain Hwaldar „der Brigant“. Für die anderen Fraktionen wurden ebenfalls neue Einheiten und Helden ergänzt. Die Orks können nun Azog zur Unterstützung rufen, während die Zwerge auf die Hilfe von Brand, dem Prinzen von Thal, setzen. In der „Eigene-Helden“-Funktion stehen dem Spieler neue Waffen, Kleidung sowie zwei neue Troll-Arten zur Verfügung.

### Handlung
Das Hexenkönigreich Angmar entsteht nach dem Zerfall des Menschenreichs Arnor durch interne Konflikte. Der Hexenkönig plant die Eroberung von Arnor und gründet mit seinem Handlanger Morgomir und dem Trollkrieger Rogash eine Armee. Die Macht Angmars wächst, als sie Gundabad-Orks auf ihre Seite ziehen. Im Teilreich Rhudaur vereinigt sich Hwaldar, Anführer der Hügelmenschen, mit dem Hexenkönig, sie erobern Rhudaur und zerstören die Festungen der Menschen von Arthedain. Der große Turm Amon Sul fällt in die Hände des Hexenkönigs, nachdem er die elbischen Mallornbäume in dessen Umland zerstört hat. König Arveleg flieht mit einem Palantír, einer Kristallkugel.
In Cardolan verhindert Arveleg Angriffe durch Vorhersagen. Der Hexenkönig zerstört die Macht des Palantírs, aber Splitter bleiben. In einem geschickten Plan unterwerfen Hwaldar und der Hexenkönig die Hügelgräber der Dúnedain. In einer Schlacht besiegt der Hexenkönig Cardolan und verwandelt Heerführer Carthaen in den Grabunhold Karsh. In Fornost konzentriert sich der Widerstand der Dúnedain. Elben planen die Zerstörung Angmars, scheitern jedoch bei der Belagerung von Carn Dûm. Die Festung erleidet dabei schwere Schäden. Der Hexenkönig lässt sie schleifen und zieht nach Fornost. Ein Bündnis von Elben und Menschen besiegt den Hexenkönig auf den Hügeln vor Fornost, was zum Ende von Angmar führt. Der Hexenkönig kehrt zu Sauron zurück.
In einem Epilog führt der Spieler die Streitkräfte von Gondor und den Elben, während sie in Vergeltung für die Zerstörung von Arnor in Angmar einmarschieren.

## Rezeption
Laut Wertungsaggregator Metacritic erhielt Die Schlacht um Mittelerde 2 „insgesamt positive Kritiken“ der Computerspielpresse. Für die PC-Version wurde eine Gesamtwertung von 84, für die Xbox-360-Version 79 aus 100 Punkten ermittelt. Das Spiel sei insgesamt eine gelungene Fortsetzung des ersten Teils und ein rundum technisch gut ausgearbeitetes Echtzeit-Strategiespiel. Kritisiert wurden eine mangelnde Ausgewogenheit in der Spielstärke einzelner Einheiten im Mehrspielermodus, eine eher unspektakuläre Einzelspielerkampagne sowie ein lückenhaft umgesetzter „Ringkrieg“-Spielmodus. Die Erweiterung wurde ähnlich anerkennend aufgenommen und erhielt eine aggregierte Wertung von 78 Punkten.
Retrospektiv bewertete PC Games den zweiten Teil von Schlacht um Mittelerde 2021 auch 15 Jahre nach Veröffentlichung als Pflichtspiel für sowohl Echtzeitstrategie- als auch Tolkien-Fans. Während dem Spiel technisch sein Alter inzwischen anzumerken sei und durch anderweitige Lizenzvergabe der Vertrieb längst eingestellt wurde, bliebe spielerisch und inhaltlich auch rückblickend „der Zauber“ der Spielreihe erhalten. Auch, wenn der Globalstrategiemodus nicht die Tiefe seines Vorbilds Total War erreiche, sei das Herzstück des Titels in Form der Einzelspielerkampagne noch immer unterhaltsam. GameStar nannte Schlacht um Mittelerde 2 noch 2022 das beste Computerspiel in der fantastischen Welt von Tolkien.
Die Schlacht um Mittelerde 2 wurde 2012 in der Ausstellung The Art of Video Games des Smithsonian American Art Museum nach Publikumswahl als herausragendes Beispiel für Taktikspiele auf der Xbox 360 präsentiert.
Laut Guinness-Buch der Rekorde Gamer’s Edition ist der englische Originaltitel des Addons, The Lord of the Rings: The Battle for Middle-earth II: The Rise of the Witch-king, der längste Name einer Computerspielerweiterung.
Zahlreiche inoffizielle Projekte aus der Spielergemeinschaft brachten Mods, Patches und neue Spielinhalte hervor. Sogar an einem umfänglichen Remake des Spiels in der Unreal Engine 4 wurde mit Schlacht um Mittelerde: Reforged gearbeitet.